# Cugnasco-Gerra

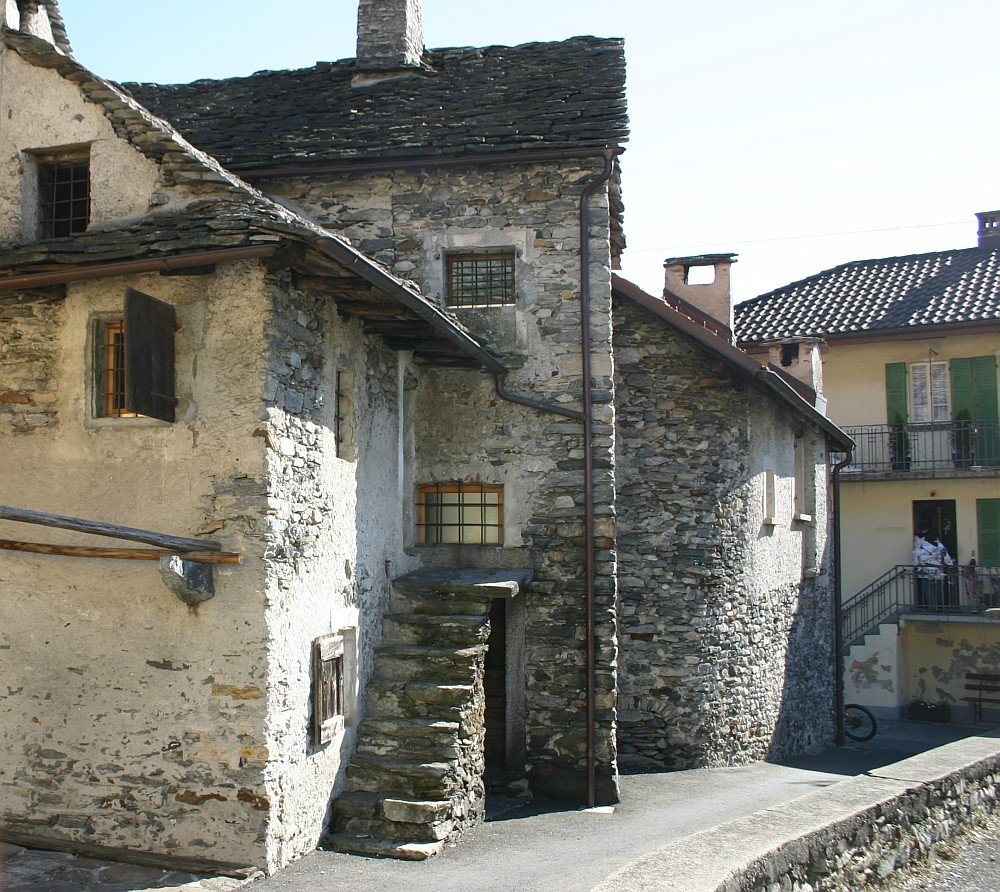
Häuser in Cugnasco

Cugnasco-Gerra (tessinisch Cügnasch-Gèra) ist eine Gemeinde im Schweizer Kanton Tessin. Sie gehört zum Bezirk Locarno beziehungsweise Kreis Navegna und entstand am 20. April 2008 durch den Zusammenschluss zweier bisheriger Gemeinden.

## Geographie

Luftbild aus 600 m von Walter Mittelholzer (1919)

Das Dorf ist am Rande der Magadinoebene gelegen und umfasst den gleichnamigen Ort sowie die Fraktionen Boscioredo, Bosco, Massarescio, Medoscio, Moncucco, Pian Restell und Sciarana. Die Maiensässe von Monti di Ditto und Curogna sind die ältesten Siedlungen von Cugnasco.

## Geschichte
Das Dorf ist 1374 als Cunyascho erwähnt. Im Jahre 2005 kam der Zusammenschluss der Gemeinde Cugnasco mit der Exklave Gerre di Sotto der Stadt Locarno sowie der Exklave Gerra Piano der Gemeinde Gerra (Verzasca) zur Gemeinde Cugnasco-Gerra nicht zustande.
Einer der Gründe des Scheiterns war, dass das alte Kerngebiet der Gemeinde Gerra (Verzasca) im mittleren Verzascatal nach der Abtrennung seiner Exklave in der Magadinoebene den Hauptteil seiner Bevölkerung verloren und statt 1200 nur noch circa 200 Einwohner gezählt hätte.
Auf den 20. April 2008 wurde die Fusion von Cugnasco mit dem gesamten Gemeindegebiet von Gerra (Verzasca) zur neuen Gemeinde Cugnasco-Gerra umgesetzt (wobei die Locarneser Gerre di Sotto nicht Teil des Fusionsgebiets sind).
Im Sommer 2010 wurde ein Projekt angekündigt, mit welchem das gesamte Gebiet des Verzascatals in einer Gemeinde zusammengefasst werden soll, dabei gehört die Exklave von Cugnasco-Gerra, das Gebiet Gerra Valle, zum Fusionsperimeter.

## Bevölkerung
| Bevölkerungsentwicklung | Bevölkerungsentwicklung | Bevölkerungsentwicklung | Bevölkerungsentwicklung | Bevölkerungsentwicklung | Bevölkerungsentwicklung | Bevölkerungsentwicklung | Bevölkerungsentwicklung | Bevölkerungsentwicklung | Bevölkerungsentwicklung |
| ----------------------- | ----------------------- | ----------------------- | ----------------------- | ----------------------- | ----------------------- | ----------------------- | ----------------------- | ----------------------- | ----------------------- |
| Jahr                    | 2010                    | 2011                    | 2012                    | 2013                    | 2014                    | 2015                    | 2016                    | 2017                    | 2020                    |
| Einwohner               | 2848                    | 2890                    | 2879                    | 2898                    | 2887                    | 2909                    | 2909                    | 2877                    | 2780                    |

## Sehenswürdigkeiten
- Pfarrkirche San Giuseppe[7]
- Kirche San Giovanni, im Ortsteil Gerra Piano[7]
- Kirche Santa Teresa del Bambino Gesù, im Ortsteil Montedato[7]
- Typisches Bauernhaus[7]
- Schalenstein im Ortsteil Piagn di Mòtt in Gerra (Verzasca) (950 m ü. M.)[8]

## Sport
- Associazione Sportiva Riarena Gerra Piano-Cugnasco[9]

## Persönlichkeiten
- Günther Weisenborn (* 10. Juli 1902 in Velbert; † 26. März 1969 in Berlin), deutscher Schriftsteller, Widerstandskämpfer.